# Psychotria campyloneura
Psychotria campyloneura är en måreväxtart som beskrevs av Johannes Müller Argoviensis. Psychotria campyloneura ingår i släktet Psychotria och familjen måreväxter. Inga underarter finns listade i Catalogue of Life.